# Ishockeyns historia
Ishockeyns historia finns dokumenterad från 1800-talets mitt och framåt.

## År

### 1893
- I Kanada spelas första Stanley Cup. Montreal Amateur Athletic Association vinner. Fram till 1912 kunde lag utmana varandra på Stanley Cup, ungefär som världsmästerskapet i boxning. Därför kunde flera lag vinna cupen samma år på den tiden. Sedan säsongen 1911/1912 spelas dock turneringen med säsonger.

### 1897
- 4 februari - Den första officiella ishockeymatchen i Tyskland spelas på Halensees is i Berlin.[1]

### 1908
- 16 maj - Världsamatörishockeyförbundet IIHF bildas.

### 1910
- I Les Avants i Schweiz spelas första EM i ishockey och segrare blir Storbritannien.

### 1912
- National Hockey Association minskar antalet spelare på isen från sju till sex.

### 1917
- 22 november - I Montréal i Kanada bildas proffsligan National Hockey League (NHL) av fyra klubbar: Montréal Canadiens, Montreal Wanderers, Ottawa Senators och Toronto Arenas. NHL spelar 22 omgångar.

### 1920
- April - I Antwerpen i Belgien spelas den första olympiska ishockeyturneringen. Kanada vinner guld före USA och Tjeckoslovakien. Sverige, med ett landslag till största delen bestående av bandyspelare, slutar på fjärde plats.

### 1921
- 30 januari - Den första ishockeymatchen på svensk mark spelas, och den är internationell, då svenska IFK Uppsala besegrar tyska Berliner SC med 4-1 inför 2 022 åskådare på Stockholms stadion.[2]
- 23 februari - Vid EM i Sverige vinner Sverige sitt första EM-guld då Sverige vinner mot Tjeckoslovakien med 7-4 på Stockholms Stadion.

### 1922
- 12 mars - I Sverige vinner IK Göta första den svenska mästerskapstävlingen. I finalmatchen besegras Hammarby IF med 6-0.
- 17 november - I Sverige bildas Svenska ishockeyförbundet. De två första åren var det Svenska Fotbollförbundet som arrangerade organiserad ishockey i Sverige.

### 1924
- Boston Bruins blir säsongen 1924/1925 första NHL-lag från USA.

### 1926
- Från och med säsongen 1926/1927 ställs slutspelet om Stanley Cup helt under NHL:s kontroll. Tidigare deltog lag från flera proffsligor.

### 1927
- Februari - Det kanadensiska laget Victoria HC kommer till Sverige på besök och utklassar svenska lag, bland annat Södertälje SK och svenska landslaget.

### 1928
- Februari - Vid vinter-OS i Sankt Moritz i Schweiz vinner Sverige sin första OS-medalj i ishockey. Svenskarna placerar sig på andra plats, efter segrande Kanada och före trean Schweiz.
- Säsongen 1928/1929 - NHL godkänner framåtpassningar då säsongen börjar och inför den moderna offsideregeln mitt i säsongen.

### 1930
- Januari-februari - Första separata VM i ishockey spelas på olika platser i Europa. Kanada vinner turneringen.

### 1931
- Februari - Vid VM i Krynica i Polen vinner Kanada visserligen turneringen, men tappar för första gången poäng i VM då man spelar 0-0 mot Sverige.

### 1932
- Februari - Vid vinter-OS i Lake Placid i delstaten New York i USA tappar Kanada för första gången poäng i OS då man spelar 2-2 i ena matchen mot USA. Kanada vinner turneringen före USA och Tyskland. För Tyskland är det första OS-medaljen i ishockey.

### 1933
- 26 februari - Vid VM i Prag i Tjeckoslovakien vinner USA sitt första VM-guld. Det är första gången som Kanada inte vinner en stor turnering.

### 1934
- Straffslag införs i NHL, och går ursprungligen till så att pucken skjuts iväg från ett förbestämt avstånd.

### 1936
- Februari - Vid vinter-OS i Garmisch-Partenkirchen i delstaten Bayern i Tyskland vinner Storbritannien sitt första OS-guld i ishockey. Turneringen gäller även EM och VM och britterna blir först i världen att vinna EM, VM och OS samma säsong.

### 1938
- Då National Hockey League 1938/1939 börjar ändras straffslagen till att innebära att straffskytten åker fram till målvakten och försöker dribbla honom.

### 1947
- Februari - Vid VM i Prag i Tjeckoslovakien vinner Tjeckoslovakien sitt första VM-guld.

### 1949
- Februari - VM i ishockey arrangeras för första gången i Sverige. Stockholm är spelort och Tjeckoslovakien vinner turneringen före Kanada och USA. Sverige slutar på fjärde plats. Kravaller uppstår då många ska se matchen Sverige-Kanada. Men turneringen blir genombrottet för ishockey som stor publiksport i Sverige.
- 12 oktober - NHL inför 70 omgångar från och med National Hockey League 1949/1950.

### 1953
- Mars - Vid VM i Schweiz vinner Sverige sitt första VM-guld.

### 1954
- Mars - Sovjetunionen deltar för första gången i VM i ishockey i ishockey då 1954 års VM-turnering spelas i Sverige.

### 1956
- Februari - Vid vinter-OS i Cortina d'Ampezzo i Italien vinner Sovjetunionen sitt första OS-guld i ishockey. Turneringen gäller även EM och VM.
- I Sverige går ishockey om bandy som den svenska vinterns publiksport.

### 1958
- December - Sveriges första moderna ishall, Rosenlundshallen.

### 1960
- Februari - Vid vinter-OS i Squaw Valley i delstaten Kalifornien i USA vinner USA sitt första OS-guld i ishockey. Turneringen gäller även VM.

### 1961
- Hjälm blir obligatoriskt i svenskt seriespel från säsongen 1961/1962.

### 1962
- Mars - Då Sverige vinner VM i delstaten Colorado i USA vinner Sverige med 5-3 över Kanada i den första svenska tävlingssegern mot Kanada.

### 1967
- NHL, som sedan 1942 omfattat de sex lag som felaktigt kallas The original six, expanderar från och med National Hockey League 1967/1968 med ytterligare sex lag, vilka kallas Expansion Six. NHL inför nu 74 omgångar.
- Den första upplagan av den turnering som i dag heter "Channel One Cup", men genom åren mest är känd som Izvestijaturneringen, i Moskva spelas.

### 1969
- Tacklingar i offensiv zon tillåts även på amatörsidan.
- Sveriges första dammatch.

### 1970
- Det så kallade Kanadabråket uppstår då Kanada lämnar IIHF. Anledningen är att kanadensarna vill ha med proffs i VM i ishockey 1970, som Kanada fått förtroendet att arrangera. Kanada avbryter allt landskampsutbyte på amatörnivå och överlämnar arrangörskapet av VM 1970 till Sverige.

### 1972
- September - Kanada vinner matchserien Summit Series mot Sovjetunionen.
- Oktober - Den så kallade "piratligan" World Hockey Association (WHA) drar igång i Kanada och USA för att konkurrera med NHL om publiken och med målet att skapa världsliga.

### 1975
- 5 oktober - I Sverige släpps de första puckarna i Elitserien i ishockey i spel. Elitserien omfattar 10 lag och 36 omgångar. De fyra bästa lagen går till SM-slutspel.

### 1976
- September - Kanada vinner den första upplagan av Canada Cup, en landslagsturnering som spelas i Kanada i augusti-september och som är öppen för alla proffs.

### 1977
- April-maj - Vid VM i Wien i Österrike deltar proffs för första gången i VM. Kanada deltar i VM för första gången sedan 1969.

### 1979
- Inför National Hockey League 1980/1981 uppgår de fyra kvarvarande WHA-lagen i NHL.

### 1980
- Februari - Vid vinter-OS i Lake Placid i delstaten New York i USA vinner USA sensationellt OS-guld i ishockey. Händelsen kallas Miracle on ice.

### 1987
- September - I Sverige utökas Elitserien från säsongen 1987/1988 till att omfatta 12 lag, där de två sämsta lagen flyttas ned till Allsvenskan till uppehållet kring jul och nyår.

### 1988
- Februari - Vid Olympiska vinterspelen 1988 i Calgary i Kanada vinner Finland sin första OS-medalj i ishockey, silver. Sovjetunionen vinner guldet.

### 1989
- April - I Västtyskland spelas första dam-EM i ishockey. Finland vinner före Sverige och Västtyskland.

### 1990
- Mars - I Kanada avgörs historiens VM i ishockey för damer. Kanada vinner turneringen före USA och Finland.

### 1991
- 25 december - Staten Sovjetunionen upphör att existera och en idrottsepok och därmed även ishockeyepok går i graven.

### 1992
- Februari + april-maj - OS- och VM-systemet omorganiseras från det traditionella systemet med korandet av mästare i serieform till att båda omfatta 12 lag fördelade på två sexlagsgrupper där de fyra bästa lagen i varje grupp går till slutspel.

### 1993
- 1 januari - Staten Tjeckoslovakien delas upp i två stater, Tjeckien och Slovakien. Tjeckien övertar Tjeckoslovakiens plats i A-VM 1993, medan Slovakien får börja om i C-gruppen.
- 2 maj - Vid VM i Tyskland vinner Ryssland sitt första VM-guld efter Sovjetunionens splittring 1991.

### 1994
- 1 januari - Svenska Ishockeyförbundet inför, efter några svåra olyckor, tacklingsförbud för ungdomar upp till 14 år.
- 27 februari - Vid vinter-OS i Lillehammer i Norge vinner Sverige sitt första OS-guld i ishockey.
- 16 september - I Tyskland ersätts Bundesliga av DEL från säsongen 1994/1995.

### 1995
- 7 maj - Vid VM i Sverige vinner Finland sitt första VM-guld.

### 1996
- 1 januari - Efter en dödsolycka i Mora i Sverige i oktober 1995 blir halsskydd obligatoriskt i Sverige.
- Mars - Vid dam-EM i Ryssland vinner Sverige sitt första EM-guld på damsidan.
- 5 maj - Vid VM i Wien i Österrike vinner Tjeckien sitt första VM-guld (efter Tjeckoslovakiens delning 1993).
- September - USA vinner den första upplagan av World Cup of Hockey, en landslagsturnering öppen för proffs som spelades på olika platser i världen i augusti och september.
- September - I Sverige omorganiseras Elitserien från säsongen 1996/1997 till en rak 12-lagsserie som omfattar hela säsongen. Derbygrupperna introduceras och det blir 50 omgångar.
- Den 24 september släpps den första pucken i Europaligan European Hockey League (EHL) i spel.
- September - Euro Hockey Tour, där man räknar samman de stora landslagsturneringarna förutom VM, införs säsongen 1996/1997.
- Den 21 december vinner Sverige för första gången Izvestijaturneringen.

### 1997
- 26 januari - HC TPS från Finland vinner första upplaga av European Hockey League.
- 9 februari - Finland vinner första upplagan av Euro Hockey Tour.

### 1998
- Februari - Vid vinter-OS i Olympiska vinterspelen i Japan gör NHL för första gången uppehåll för herrarnas olympiska turnering. Tjeckien vinner turneringen. Den första olympiska damturneringen spelas också, och vinns av USA.
- Augusti - Från säsongen 1998/1999 slopas regeln redline offside internationellt.[3], men finns kvar i NHL.
- 9 oktober - NHL avskaffar extradomarna då säsongen 1998-1999 inleds.

### 1999
- NHL får säsongen 1999/2000 en motsvarighet för damer då den första pucken i National Women's Hockey League (NWHL) släpps i spel.

### 2000
- Oktober - NHL återinför extradomarna efter två säsongers uppehåll då National Hockey League 2000/2001 inleds.
- 26 december - I Sverige införs Elitseriematcher på Annandag jul.

### 2001
- Mars-april - VM-systemet omorganiseras, B-VM blir Division I, C-VM blir Division II, och så vidare.

### 2002
- Februari - Vid vinter-OS Salt Lake City och Provo i Utah i USA vinner Kanada OS-guld efter att ha besegrat USA i finalen. USA vinner för OS-guld på damsidan. Sveriges brons i damturneringen är Sveriges första OS-medalj på damsidan.
- 11 maj - Vid VM i Sverige vinner Slovakien sitt första VM-guld.
- Oktober - Efter dödsolyckor inför NHL skyddsnät bakom målburarna från säsongen 2002/2003.

### 2003
- April - Dam-VM i Kina inställt på grund av sjukdomen SARS
- 11 maj - Kanada vinner VM i Finland på ett omdiskuterat mål i sudden death mot Sverige. Kanada vinner med 3-2 då måldomaren tittar på video och gjort bedömningen att pucken gått i mål.

### 2004
- Proffsligan NHL drabbas av en arbetsmarknadskonflikt och säsongen 2004/2005 ställs in.

### 2005
- 9 april - Vid VM i ishockey för damer, som 2005 för första gången arrangeras i Sverige, vinner USA sitt första VM-guld. Kanada besegras på straffslag i finalen. Sverige kommer trea och tar därmed sin första VM-medalj på damsidan.
- Juli - Arbetsmarknadskonflikten inom NHL upphör i mitten av kalenderåret.
- 5 oktober - Då National Hockey League 2005/2006 startar genomförs flera förändringar, bland annat avskaffas redline offside.

### 2006
- 20 februari - Vid damernas ishockeyturnering vid Olympiska vinterspelen 2006 i Turin i Italien blir Sverige första icke-nordamerikanska lag att nå finalen. I semifinalen vinner Sverige mot USA på straffslag, men förlorar sedan finalen mot Kanada med 1-4.
- 26 februari - Vid herrarnas ishockeyturnering vid Olympiska vinterspelen 2006 i Turin i Italien vinner Sverige OS-guld efter seger med 3-2 i finalmatchen mot Finland. Det är första gången Sverige vinner en turnering där alla NHL/WHA-spelare funnits tillgängliga. Tjeckien slår Ryssland i bronsmatchen.
- 21 maj - Vid herrarnas VM i ishockey 2006 i Riga i Lettland vinner Sverige VM-guld efter seger med 4-0 i finalmatchen mot Tjeckien. Sverige blir därmed först att vinna både VM-guld och OS-guld samma säsong om man räknar de säsonger VM och OS spelat som separata turneringar.

### 2007
- 27 april-13 maj - Herrvärldsmästerskapet spelas i Ryssland, och vinns av Kanada före Finland och Ryssland.

### 2008
- 2-18 maj - Herrvärldsmästerskapet spelas i Kanada i Halifax och Québec, och vinns av Ryssland före Kanada och Finland.

### 2009
- 24 april-10 maj - Herrvärldsmästerskapet spelas i Schweiz, i Bern och Kloten, och vinns av Ryssland före Kanada och Sverige.

### 2010
- Februari - OS i Vancouver Kanada vinner i finalen mot USA efter förlängning, där Sidney Crosby slår in den avgörande pucken. Finland tar bronset mot Slovakien, som slog ut Sverige i kvartsfinal.
- 7-23 maj - Herrvärldsmästerskapet spelas i Tyskland, och vinns av Tjeckien före Ryssland och Sverige.

### 2013
- 17 juni - Elitserien byter namn till Svenska hockeyligan inför kommande säsong.[4]

### Fotnoter
1. ↑  ”The Origins of European Hockey” (på engelska). Hockey Central. http://www.hockeycentral.co.uk/nhl/origins/Origins-European-Hockey.php. Läst 4 april 2017.
2. ↑  ”Visste du att?”. Svenska ishockeyförbundet. Arkiverad från originalet den 18 april 2016. https://web.archive.org/web/20160418052009/http://iof2.idrottonline.se/ImageVaultFiles/id_98100/cf_78/visste.PDF. Läst 2 april 2016.
3. ↑  Kjell Nilsson (13 maj 1997). ”Offside tas bort” (på svenska). Dagens nyheter. http://www.dn.se/arkiv/sport/offside-tas-bort/. Läst 4 maj 2017.
4. ↑  Mårten Lundmark (9 september 2013). ”SHL, Elitserien i ny kostym” (på svenska). SVT Sport. https://www.svt.se/sport/artikel/shl-elitserien-i-ny-kostym. Läst 6 april 2023.